# Ushi-oni

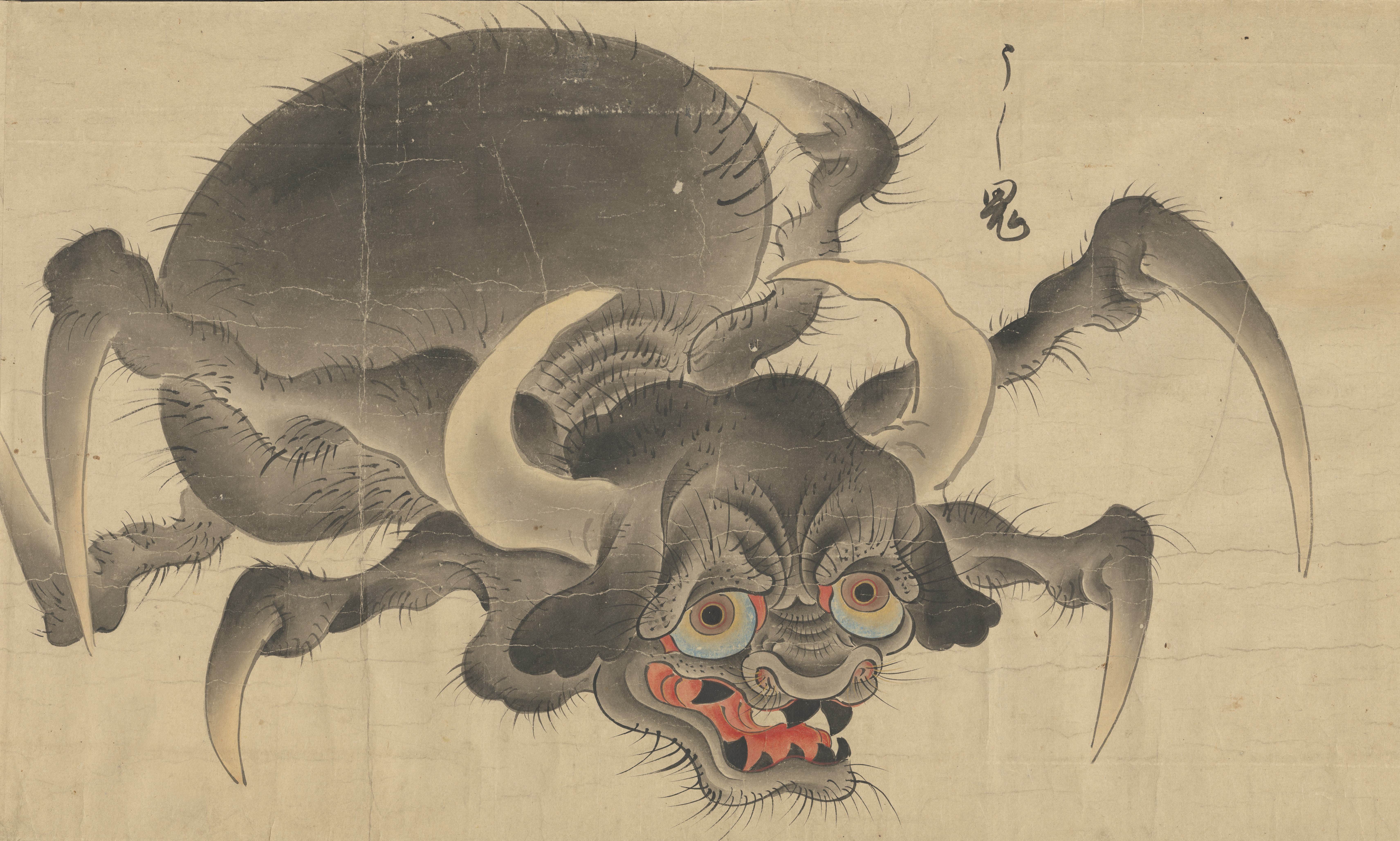
Ushi-oni, do rolo de Bakemono no e, Brigham Young University.

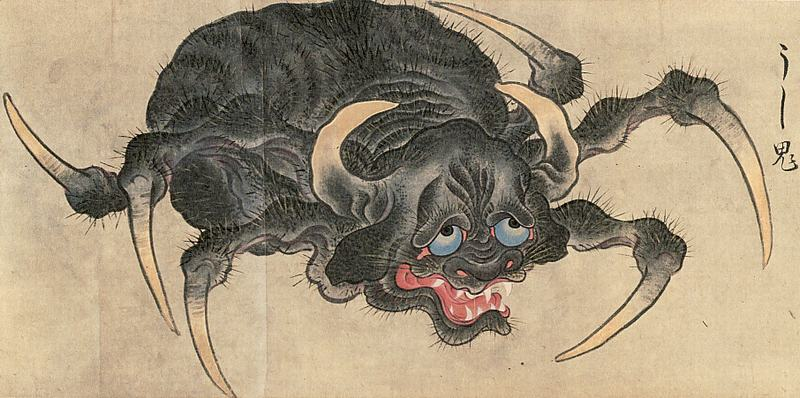
"Ushi-oni" (うし鬼) do Hyakkai Zukan por Sawaki Suushi

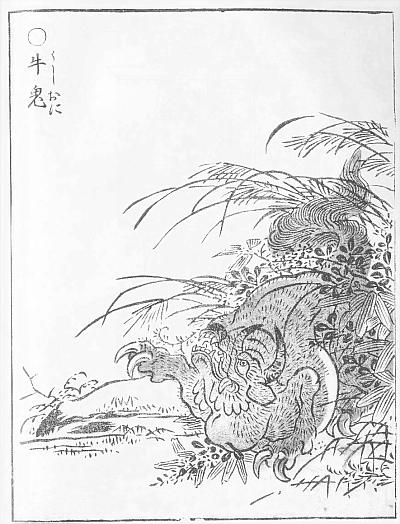
"Ushi-oni" (牛鬼) do Gazu Hyakki Yagyō por Sekien Toriyama

O Ushi Oni- (Ox Oni demônio, ou gyūki), é uma criatura que aparece no folclore do Japão . Existem vários tipos de ushi-oni, todos eles algum tipo de monstro tendo na cabeça chifres bovinos.
Talvez o mais famoso ushi-oni surja como um símbolo de proteção na Ushi-oni- matsuri , que é realizada no final de julho em Uwajima da Prefeitura de Ehime . Algo como os dançarinos do dragão em uma celebração do Ano Novo Chinês, este ushi-oni é representado com uma enorme fantasia de múltiplas pessoas com um corpo de pano e uma cabeça esculpida pintada colocada em cima de um poste. Tem uma espada de um rabo, e é pensado para afastar os maus espíritos.
Outro bem conhecido ushi-oni é um gigantesco e brutal monstro marinho que vive fora da costa de Shimane e em outros lugares no oeste do Japão e pescadores ataques. É muitas vezes representado com um corpo de aranha ou caranguejo. Este ushi-oni parece estar ligado a outro monstro chamado Nure-onna , que às vezes aparece antes de um ataque de ushi-oni e pede a vítima que segurare o seu filho, que então fica preso nas mãos da pessoa e cresce e fica mais pesado, a fim de impedi-lo de escapar.
Ainda outro ushi-oni é retratado como uma estátua sobre os fundamentos do templo Negoroji em Takamatsu ,na prefeitura Kagawa. É um monstro bipodal com enormes presas, pulsos estimulados e membranas, como um esquilo voador. Um sinal perto explica que esta criatura aterrorizava a área havia cerca de quatro centenas de anos, e foi morto por um arqueiro habilidoso com o nome de Yamada Kurando Takakiyo (山田蔵人高清). Doou seus chifres para o templo, e eles ainda podem ser vistos até hoje.
Ushi-oni também são mencionados na Sei Shonagon "O diário do século X. O livro de cabeceira", e na Taiheiki do século XIV.
Esta criatura também aparece no dessenho yu-gi-oh! (Kazuki Takahashi)